# 火工品
火工品（かこうひん）とは、火薬または爆薬を利用して爆発反応の生起、伝達、その他の目的に適合するように加工した製品である。
海上自衛隊では武器弾薬一般を「火工品」と呼んでいる。
日本の工業上の分類では工業雷管、電気雷管、信管、実包、空包、導火線、導爆線、コンクリート破砕器、砲弾、爆弾、魚雷、自動車用エアバッグのインフレーターなどが火工品に当たる。
日本語の火工品に該当する英語はなく、上記の製品は外国では通常の火薬か爆薬に分類されている。
日本独自にこのような区分が存在するのは、日本の法令上では火薬や爆薬の貯蔵、運搬、消費等の規制や手続きが非常に煩雑であり扱いにくいという問題が関係している。
前述のような事情から、火薬や爆薬の運用上の利便性のために、火工品には法令上「火薬」または「爆薬」と扱われる物よりも簡易な取扱いや消費が認められている。
なお、法令上の用語としては火薬・爆薬・火工品の総称を「火薬類」と呼ぶ。
火薬類取締法第二条では火工品の定義を以下のように定めている。
- イ　工業雷管、電気雷管、銃用雷管及び信号雷管
- ロ　実包及び空包
- ハ　信管及び火管
- ニ　導爆線、導火線及び電気導火線
- ホ　信号焔管及び信号火せん
- ヘ　煙火その他前二号に掲げる火薬又は爆薬を使用した火工品（経済産業省令で定めるものを除く。）